# Pelargonium nivenii
Pelargonium nivenii är en näveväxtart som beskrevs av William Henry Harvey. Pelargonium nivenii ingår i släktet pelargoner, och familjen näveväxter. Inga underarter finns listade i Catalogue of Life.